# Störlinge
Störlinge är en småort Borgholms kommun i Gärdslösa socken på Öland. Den är känd för sin långa rad av sju stycken väderkvarnar. På byns marker ligger också, namnet till trots, den stora bronsåldersgraven Tjus hög. I Störlinge ligger också Störlinge Lantbruks- & Motormuseum